# 群馬県道・長野県道93号下仁田臼田線
群馬県道・長野県道93号下仁田臼田線（ぐんまけんどうながのけんどう93ごう しもにたうすだせん）は、群馬県甘楽郡下仁田町大字下仁田から長野県佐久市下小田切を結ぶ県道（主要地方道）である。

## 概要
下仁田町から群馬県道45号下仁田上野線と重複して甘楽郡南牧村の谷奥へ遡り、45号から分かれてからは南牧川の渓谷を遡上して、南牧村の谷間の小集落を結ぶ。さらに支流の馬坂川沿いを遡って県境を越え、佐久市（旧臼田町）馬坂・広川原の集落を経て田口峠への連続ヘアピンカーブを越え、佐久側では雨川の渓谷を下って臼田市街に至る。
分水嶺は田口峠（標高1120 m）で、短いトンネルで通過するが、江戸時代（確認できる範囲でも17世紀まで遡れる）以来の歴史的経緯により、群馬・長野県境は分水嶺よりも東側の群馬県寄りにあり、沿道の佐久市広川原地区・馬坂地区は長野県だが分水嶺の東、つまり利根川水系にある（馬坂地区は狭岩峡左岸にあり、対岸の右岸を走る93号は群馬県南牧村で、ここでは峡谷が県境になっている）。
主要地方道指定を受けてはいるが、山間部の極端な過疎地帯を越えて行く狭隘路線で大型車両は通過困難であり、荒船山を隔てて北方にある内山峠越えの国道254号のような拠点間交通路としては機能しない。途中には極端なヘアピンカーブ・急勾配を擁し、すれ違い困難な1車線区間も多数存在、県境付近の狭岩峡は地形の険しさが著しい（佐久市側だけでも170以上ものカーブが存在する難関で、車道としての条件の厳しさでは、単に群馬 - 長野の県境越え区間だけでも184のカーブがある国道18号碓氷峠旧道をも桁違いにしのぐ）。

### 路線データ
- 起点：甘楽郡下仁田町大字下仁田（国道254号交点：石神交差点）[注釈 1]
- 終点：佐久市下小田切（国道141号交点：城山北交差点）
- 重要な経過地：甘楽郡南牧村[2]

## 歴史
田口峠越えの道そのものは江戸時代以前からの歴史のあるルートを辿っており、すでに9世紀には最澄が信濃国から上野国へ向かう際に通過、その山越えの峻険さを記録している。徒歩・牛馬道としては北側の星尾峠や南側の余地峠と共に、佐久地方と群馬県南西部の交易路の一つとなっていたが、県境の特殊条件によって田口峠越えが現代に至るまでのメインルートとなった。
現道の大筋は、早くも1877年（明治10年）に群馬県により「高野道下仁田信濃国境七里十町三十七間」が県道三等の指定を受けている。その後川沿いの若干区間で右岸・左岸のルート変更が生じたとされる。府県道路線認定を行った群馬県告示第89号（1921年（大正10年）4月1日付）では「下仁田臼田線」として「北甘樂郡下仁田町ヨリ仝郡磐戸村ヲ經テ仝郡尾澤村長野縣界ニ至ル路線」の記載を確認できる。かつては「下仁田佐久線」「勘能臼田線」を称したこともあった模様であるが、名称の変遷が繰り返されており、詳細不詳である。
100年以上に渡って随所で拡幅が試みられてきたものの、地形と費用・需要の面から現状は部分拡幅施工と全区間舗装工事のみに留まっている。県境が分水嶺より東にある特殊条件による連絡の必要と、峠の標高の低さのためか、より南方の国道299号十石峠（海抜1351m）・県道124号上野小海線ぶどう峠（海抜1510m）が冬期閉鎖になるのに対し、同等に劣悪な道路条件でありながら93号は一応通年通行可能路線である。
峻険な地形条件のため、落石や倒木も多発する。2007年（平成19年）9月には台風や前線による豪雨で93号を含む多くの周辺道路が通行不能となり、沿道の南牧村・佐久市の山間集落は一時孤立する事態に陥った。

### 年表
- 1982年（昭和57年）4月1日：下仁田佐久線の一部、観能臼田停車場線を主要地方道下仁田臼田線へ指定[4]。
- 1983年（昭和58年）1月17日：群馬県区間が、県道下仁田臼田線（甘楽郡下仁田町 - 南牧村 - 〈長野県南佐久郡臼田町〉、整理番号63）に路線認定される[2]。
  - 同日、前身にあたる勧能臼田停車場線（群馬県甘楽郡南牧村大字勧能 - 長野県南佐久郡臼田町・臼田停車場、整理番号111）を廃止[5]。
- 1993年（平成5年）5月11日：建設省から、県道下仁田臼田線が下仁田臼田線として主要地方道に再指定される[6]。

## 路線状況

### 重複区間
- 群馬県道45号下仁田上野線（下仁田町大字下仁田・仲町交差点 - 南牧村大字磐戸）
- 長野県道121号上小田切臼田停車場線（佐久市下越 - 佐久市臼田）
- 長野県道2号川上佐久線（佐久市下越 地内）

### 道の駅
- 道の駅オアシスなんもく

## 地理

### 通過する自治体
- 群馬県
  - 甘楽郡下仁田町
  - 甘楽郡南牧村
- 長野県
  - 佐久市

### 交差する道路
- 群馬県

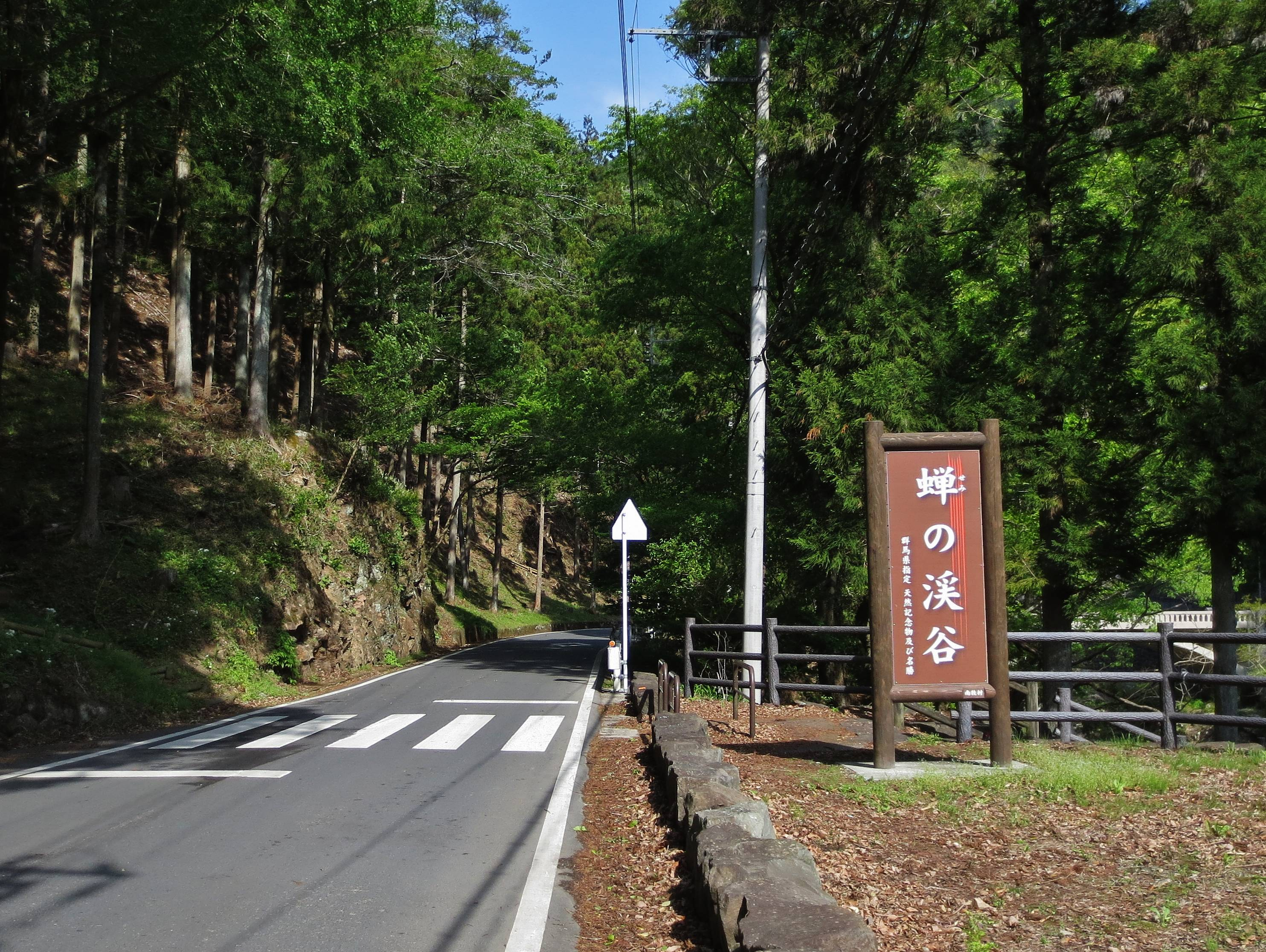
蝉の渓谷付近（群馬県南牧村）

  - 国道254号（下仁田町大字下仁田石神交差点、起点）
  - 群馬県道208号下仁田停車場線（下仁田町大字下仁田）
  - 群馬県道45号下仁田上野線（下仁田町大字下仁田・仲町交差点）
  - 群馬県道208号下仁田停車場線（下仁田町大字下仁田・上町交差点）
  - 群馬県道193号下仁田小幡線（下仁田町大字川井）
  - 群馬県道172号小平下仁田線（下仁田町大字青倉・跡倉交差点）
  - 群馬県道202号黒滝山小沢線（南牧村大字小沢）
  - 群馬県道45号下仁田上野線（南牧村大字磐戸）
  - 群馬県道201号星尾羽沢線（南牧村大字羽沢）
  - 群馬県道108号下仁田佐久穂線（南牧村大字羽沢）
- 長野県
  - 長野県道120号三分中込線（佐久市三分）
  - 長野県道2号川上佐久線（佐久市三分）
  - 長野県道121号上小田切臼田停車場線（佐久市下越）
  - 長野県道2号川上佐久線（佐久市下越・三反田中央交差点）
  - 長野県道2号川上佐久線（佐久市下越）
  - 長野県道121号上小田切臼田停車場線（佐久市臼田）
  - 国道141号（佐久市下小田切・城山北交差点、終点）